# Ганну Маттіла
Ханну Маттіла (фін. Hannu Mattila; 23 жовтня 1966, м. Янаккала, Фінляндія) — фінський хокеїст, центральний нападник.
Вихованець хокейної школи «КооВее» (Тампере). Виступав за «КооВее» (Тампере), «Ільвес» (Тампере), АК «Клагенфурт». 
Досягнення
- Срібний призер чемпіонату Фінляндії (1990, 1998).